# Мариотт, Эдм
Эдм Марио́тт (фр. Edme Mariotte; 1620, Дижон — 12 мая 1684, Париж) — аббат, французский физик.

## Биография
Родился в 1620 году в Бургундии в Дижоне.
Проживал вблизи Дижона и был приором в городке Сан-Мартан су Бон (St. Martin sous Beaune). Мариотт был одним из основателей (1666) и первых членов Академии наук, основанной в Париже. Умер в Париже в 1684 году.
Важнейшие работы Мариотта собраны в его «Essais de physique» (Очерки по физике, 1676—1681) в четырёх выпусках. Из них наиболее известен второй выпуск — «De la nature de l’air» (О природе воздуха, Париж, 1679), — содержащий изложение известной зависимости между упругостью газа и его объёмом; тот же закон был открыт на 17 лет раньше Робертом Бойлем, и обычно его называют «законом Бойля — Мариотта».
Другие «Essais» касаются вопросов природы жидкостей и их движения, падения тел и т. д. Четвёртый выпуск, в частности, представляет собой любопытную монографию о цветах и красках с физической и физиологической стороны вопроса; среди множества интересных наблюдений Мариотта следует отметить открытие им слепого пятна в глазу.
Сборник «Recueil des ouvrages de MM. de l’Académie des Science» (Париж, 1693) и первый том «Histoire et Mémoires de l’Académie» содержат множество статей Мариотта по гидродинамике; исходя из выводов Галилея и Торричелли, он приходит к большому числу важных заключений о течении жидкостей, о трубах, о давлении внутри труб, о равновесии жидких тел и т. д.
Собрание научных трудов Мариотта вышло под заглавием «Œuvres de Mariotte» в двух изданиях: 2 т. Лейден, 1717 и 2 т. La Haye (Гаага), 1740.

## Память
В 1970 г. Международный астрономический союз присвоил имя Мариотта кратеру на обратной стороне Луны.